# Плело (кантон)
Плело (фр. Plélo) — кантон во Франции, находится в регионе Бретань, департамент Кот-д’Армор. Расположен на территории двух округов: двенадцать коммун входят в состав округа Генган, десять коммун — в состав округа Сен-Бриё.

## История
Кантон образован в результате реформы 2015 года. В его состав вошли коммуны упраздненных кантона Кентен, Плёк-сюр-Лье, Плуагат и Шателодрен.
До 31 декабря 2016 года шесть коммун кантона входили в округ Генган, семнадцать коммун — в округ Сен-Бриё; с 1 января 2017 года семь коммун перешли в округ Генган.
С 1 января 2019 года состав кантона снова изменился. Коммуны Плуагат и Шателодрен образовали новую коммуну Шателодрен-Плуагат.

## Состав кантона с 1 января 2019 года
В состав кантона входят коммуны (население по данным Национального института статистики за 2019 г.):
- Бокео  (1 062 чел.)
- Бренголо (488 чел.)
- Кентен (2 867 чел.)
- Коиньяк (345 чел.)
- Ла-Армуа (375 чел.)
- Ланродек (1 351 чел.)
- Ланфен (1 098 чел.)
- Ле-Вьё-Бур (776 чел.)
- Ле-Леле (158 чел.)
- Ле-Фёй (1 412 чел.)
- Плело (3 242 чел.)
- Плен-От (1 633 чел.)
- Плернёф (1 090 чел.)
- Плувара (1 160 чел.)
- Сен-Бии (269 чел.)
- Сен-Брандан (2 309 чел.)
- Сен-Жан-Керданьель (650 чел.)
- Сен-Жильда (251 чел.)
- Сен-Певер (387 чел.)
- Сен-Фьякр (213 чел.)
- Трегомёр (943 чел.)
- Шателодрен-Плуагат (3 916 чел.)

## Политика
На президентских выборах 2022 г. жители кантона отдали в 1-м туре Эмманюэлю Макрону 30,6 % голосов против 24,0 % у Марин Ле Пен и 19,5 % у Жана-Люка Меланшона; во 2-м туре в кантоне победил Макрон, получивший 61,1 % голосов. (2017 год. 1 тур: Эмманюэль Макрон – 27,0 %, Жан-Люк Меланшон – 20,3 %, Марин Ле Пен – 18,4 %, Франсуа Фийон – 16,3 %; 2 тур: Макрон – 71,7 %. 2012 год. 1 тур: Франсуа Олланд — 30,8 %, Николя Саркози — 22,8 %, Марин Ле Пен — 15,1 %; 2 тур: Олланд — 58,1 %).
С 2021 года кантон в Совете департамента Кот-д’Армор представляют мэр коммуны Ле-Фёй Паскаль Придо (Pascal Prido) и член совета коммуны Плело Гаэль Рутье (Gaëlle Routier) (оба — Разные левые).
|                | Кандидаты                      | Партия                   | Первый тур | Первый тур     | Второй тур | Второй тур |
| Кол-во голосов | Кандидаты                      | Партия                   | % голосов  | Кол-во голосов | % голосов  |            |
| -------------- | ------------------------------ | ------------------------ | ---------- | -------------- | ---------- | ---------- |
|                | Паскаль Придо Гаэль Рутье      | Разные левые             | 3 392      | 48,58          | 3 749      | 54,55      |
|                | Франсуаза Голен Ив-Жан Ле Кокю | Правый блок              | 2 644      | 37,87          | 3 123      | 45,45      |
|                | Франсуа Гийу Доминик Ру        | Национальное объединение | 946        | 13,55          |            |            |

|                | Кандидаты                      | Партия                  | Первый тур | Первый тур     | Второй тур | Второй тур |
| Кол-во голосов | Кандидаты                      | Партия                  | % голосов  | Кол-во голосов | % голосов  |            |
| -------------- | ------------------------------ | ----------------------- | ---------- | -------------- | ---------- | ---------- |
|                | Франсуаза Голен Ив-Жан Ле Кокю | Правый блок             | 4 022      | 43,15          | 5 215      | 57,31      |
|                | Валери Бертье-Левиф Дени Фолле | Социалистическая партия | 3 387      | 36,34          | 3 884      | 42,69      |
|                | Шанталь Бови Жиль Ферьер       | Национальный фронт      | 1 912      | 20,51          |            |            |